# NGC 826/2
NGC 826/2 је спирална галаксија у сазвежђу Троугао која се налази на NGC листи објеката дубоког неба.
Деклинација објекта је + 30° 44' 37" а ректасцензија 2h 9m 24,8s. Привидна величина (магнитуда) објекта NGC 826 износи 15,2 а фотографска магнитуда 16,0. NGC 8262 је још познат и под ознакама CGCG 504-19.